# Greystones (stacja kolejowa)
Greystones (ang: Greystones railway station, irl: Stáisiún Na Clocha Liatha) – stacja kolejowa w miejscowości Greystones, w hrabstwie Wicklow, w Irlandii. Znajduje się na Dublin to Rosslare Line. Jest obsługiwana przez pociągi Dublin Area Rapid Transit.
Stacja jest zarządzana i obsługiwana przez Iarnród Éireann.

## Historia
Stacja została otwarta w dniu 30 października 1855 przez Dublin, Wicklow and Wexford Railway jako Greystones & Delgany. Później przemianowana została na Greystones.
Budowa i rozbudowa elektryfikacji dla usług DART do Greystones rozpoczęła się w 1995 roku i została zakończona w 1999. Połączenia DART uruchomiono 10 kwietnia 2000.

## Budynek dworca
Wejście do budynku stacji jest możliwe tylko od głównej ulicy. Stacja mieści jedną jednostkę handlu detalicznego, obecnie zajmowaną przez pośrednika w obrocie nieruchomościami, kasy biletowe oraz dwa automaty biletowe. Toalety dostępne na peronie 1. Kasa czynna jest od 7:00 do 10:00.

## Linie kolejowe
- Dublin to Rosslare Line